# Клеммонс, Ларри
Лоуренс Грегори «Ларри» Клеммонс (англ. Lawrence Gregory "Larry" Clemmons) (25 ноября 1906 – 22 июля 1988) — американский аниматор и сценарист, проработавший на компанию The Walt Disney Company почти 50 лет.

## Биография
Лоуренс Грегори Клеммонс родился 25 ноября 1906 года, в городе Чикаго, в штате Иллинойс.
Ларри Клеммонс окончил Мичиганский университет, со степенью в области архитектуры. Однако из-за Великой депрессии он не смог найти работу. В 1930 году Клеммонс принял предложение Уолта Диснея, поработать в его студии — Hyperion Studios, а затем стал аниматором в короткометражных мультфильмах о Микки Маусе.
Первой работой Ларри Клеммонса в Disney как сценариста стал короткометражный мультфильм 1935 года — «Черепаха и Заяц».
Когда началась Вторая мировая война, Ларри Клеммонс покинул студию и переехал на Средний Запад, где писал технические руководства для военных производственных предприятий.
После войны Ларри Клеммонс работал фрилансером на радио, и получил работу в прайм-таймовых радиошоу Бинга Кросби. На протяжении девяти лет он писал сценарии и подбирал приглашённых звёзд. Позже, Клеммонс вернулся в Walt Disney Productions, в качестве сценариста и продюсера телепрограммы — «Клуб Микки Мауса».
Позже Ларри Клеммонс стал сценаристом для полнометражных мультфильмов Disney, таких как «Книга джунглей» 1967 года, «Коты-аристократы» 1970 года, «Робин Гуд» 1973 года, «Приключения Винни», «Спасатели» (оба 1977 года) и «Лис и пёс» 1981 года. В «Спасателях» он также озвучил персонажа — черепаху по имени Грэмпс.
В 1978 году, Лоуренс Грегори Клеммонс ушёл из Disney в отставку, и умер 22 июля 1988 года, в городе Фрайди-Харбор, в штате Вашингтон, в возрасте 81 года.

## Фильмография
- Вход для прислуги (1934)
- Черепаха и Заяц (1935)
- Деревенский кузен (1936)
- Практичная свинья (1939)
- The Hockey Champ (1939)
- Морские бойскауты (1939)
- Охотник за автографом (1939)
- Буксир Микки Мауса (1940)
- Расклейщик афиш (1940)
- Мистер Дак идёт на свидание (1940)
- Непри-Непри-ятности (1940)
- Каникулы Дональда (1940)
- Несговорчивый дракон (1941)
- Винни-Пух и медовое дерево (1966)
- Книга джунглей (1967)
- Винни-Пух и день забот (1968)
- Коты-аристократы (1970)
- Набалдашник и метла (1971)
- Робин Гуд (1973)
- Винни-Пух, а с ним и Тигра! (1974)
- Приключения Винни (1977)
- Спасатели (1977)
- Лис и пёс (1981)